# Sachalin-zilverspar
De Sachalin-zilverspar (Abies sachalinensis) is een naaldboom uit de dennenfamilie (Pinaceae). De soort werd beschreven door Friedrich Schmidt en verkreeg zijn huidige wetenschappelijke naam van Maxwell Tylden Masters.

## Kenmerken
Sachalin-zilversparren zijn smal en torenvormig, en bereiken doorgaans een hoogte van circa 20 meter. De schors van de soort is grijsbruin tot bruinzwart. De soort heeft diepgroene naalden, die zeer dicht tegen elkaar aan staan. De onderzijde van de naalden zijn echter grijsachtig. De naalden geuren sterk naar cederhoutolie.

## Verspreiding
Sachalin-zilversparren komen voor in Noordoost-Azië, van het noorden van Hokkaido naar Sachalin, het zuiden van de Koerilen en zeer lokaal ook op Kamtsjatka. De soort wordt waargenomen tot op hoogten van 1650 meter boven zeeniveau.
... · 
A. alba (Gewone zilverspar) · 
A. balsamea (Balsemzilverspar) · 
A. cephalonica (Griekse zilverspar) · 
A. cilicica (Syrische zilverspar) · 
A. concolor (Coloradozilverspar) · 
A. fraseri (Fraserspar) · 
A. grandis (Reuzenzilverspar) · 
A. holophylla (Mantsjoerijse zilverspar) · 
A. homolepis (Nikko-zilverspar) · 
A. koreana (Koreaanse zilverspar) · 
A. nephrolepis (Oost-Siberische zilverspar) · 
A. nordmanniana (Kaukasische zilverspar) · 
A. pinsapo (Spaanse zilverspar) · 
A. procera (Edelspar) · 
A. sachalinensis (Sachalin-zilverspar) · 
A. sibirica (Siberische zilverspar) · 
A. veitchii (Japanse zilverspar) · 
...